# Staatsuniversiteit van Moskou
De Staatsuniversiteit van Moskou of Lomonosov-universiteit (Russisch: Московский государственный университет имени М. В. Ломоносова (МГУ), Moskovski gosoedarstvenni oeniversitet imeni M. V. Lomonosova), vaak afgekort tot MGOe, is de grootste universiteit van Rusland. Deze universiteit is gesticht in 1755 en is daarmee de oudste van Rusland die onafgebroken heeft bestaan. De universiteit draagt sinds 1940 de naam van Michail Lomonosov, die het initiatief nam tot de oprichting. Aan de universiteit zijn 4000 docenten verbonden (data uit 2004), die les geven aan 31.000 studenten. De universiteit kent 29 faculteiten en 15 onderzoekscentra. De rector magnificus is Viktor Sadovnitsji.
Het huidige hoofdgebouw werd ontworpen door de architect Lev Roednev. Het is een van de Zeven Zusters, de wolkenkrabbers die na de Tweede Wereldoorlog als machtssymbolen in opdracht van Jozef Stalin gebouwd werden. Het was na de bouw in 1949 met een hoogte van 240 meter het hoogste gebouw van de wereld buiten New York, en bleef tot 1988 het hoogste gebouw van Europa.

## Bekende oud-studenten
- Michail Bakoenin
- Boris Berezovski
- Sergej Boelgakov
- Oleg Deripaska
- Jegor Gajdar
- Michail Gorbatsjov
- Ion Iliescu
- Aleksej Jermolov
- Wassily Kandinsky
- Olga Ladyzjenskaja
- Olia Lialina
- Andrej Kolmogorov
- Andrej Korotajev
- Lev Landau
- Aleksandr Oparin
- Jevgeni Primakov
- Andrej Sacharov
- Otto Schmidt
- Sergej Stanisjev
- Nikolaj Troebetskoj

Albanië: Universiteit van Tirana, Technische Hogeschool van Tirana · 
België: Vrije Universiteit Brussel, Université libre de Bruxelles · 
Bulgarije: Sofia Universiteit St. Kliment Ohridski · 
Cyprus: Universiteit van Cyprus · 
Duitsland: Vrije Universiteit Berlijn, Humboldtuniversiteit · 
Denemarken: Universiteit van Kopenhagen · 
Estland: Technische Universiteit Tallinn, Universiteit van Tallinn · 
Finland: Universiteit van Helsinki · 
Frankrijk: Sorbonne Université, Université Sorbonne-Nouvelle, Universiteit Paris-Dauphine ·
Griekenland: Universiteit van Athene · 
Hongarije: Loránd Eötvös-universiteit · 
Ierland: Nationale Universiteit van Ierland, Dublin · 
Italië: Universiteit Sapienza Rome, Universiteit van Rome Tor Vergata, Roma Tre-universiteit · 
Kroatië: Universiteit van Zagreb · 
Letland: Universiteit van Letland · 
Litouwen: Universiteit van Vilnius · 
Nederland: Universiteit van Amsterdam · 
Noord-Macedonië: Universiteit van Skopje · 
Noorwegen: Universiteit van Oslo · 
Oostenrijk: Universiteit van Wenen · 
Polen: Universiteit van Warschau · 
Portugal: Universiteit van Lissabon · 
Roemenië: Universiteit van Boekarest · 
Rusland: Staatsuniversiteit van Moskou · 
Slowakije: Comenius Universiteit Bratislava · 
Slovenië: Universiteit van Ljubljana · 
Spanje: Autonome Universiteit van Madrid, Complutense-universiteit van Madrid · 
Tsjechië: Karelsuniversiteit Praag · 
Verenigd Koninkrijk: University College London · 
IJsland: Universiteit van IJsland · 
Zweden: Universiteit van Stockholm · 
Zwitserland: Universiteit van Lausanne